# Белослудцев, Родион Иосифович
Белослудцев Родион Иосифович (21 апреля 1921, село Красново, Исецкий район, Омская область —23 апреля 1991, Ростов-на-Дону, Россия) — советский государственный и партийный деятель, 1-й секретарь Таганрогского горкома КПСС (1961 — 1964).

## Биография
Родился 21 апреля 1921 года в с. Красново Исецкого района Омской области. С года работал учителем в городе Сталинске (ныне Новокузнецк).
В 1944 окончил Сибирский металлургический институт им. Орджоникидзе по специальности инженер-металлург.
С 1941 года параллельно с обучением в институте работал на Кузнецком металлургическом комбинате, где в то в время изготавливалась специальная сталь для фронта.
С 1944 года работал на Енакиевском металлургическом заводе, затем с 1948 г. — на Таганрогском металлургическом заводе.
В 1955 года был избран председателем завкома профсоюза.
В 1956 года избран секретарем Орджоникидзевского райкома КПСС в г. Таганроге.
В 1957 года избран вторым секретарем ГК КПСС в г. Таганроге.
В 1961 года избран первым секретарем ГК КПСС в г. Таганроге.
С 1964 года переходит на другую работу в г. Ростове-на-Дону.
Член КПСС с 1945 года 

## Награды
- Орден Трудового Красного Знамени (1958 год)
- Орден Знак Почета (1971 год) и другие.